# Suore della carità del Sacro Cuore di Gesù
Le Suore della Carità del Sacro Cuore di Gesù (in spagnolo Hermanas de la Caridad del Sagrado Corazón de Jesús) sono un istituto religioso femminile di diritto pontificio: le suore di questa congregazione pospongono al loro nome la sigla H.C.C.J.

## Storia
La congregazione fu fondata a Madrid il 2 febbraio 1877 da Isabel Larrañaga y Ramírez (1836-1899).
Le prime filiali all'estero sorsero sull'isola di Creta e nelle Filippine.
L'istituto ricevette il pontificio decreto di lode il 16 agosto 1909 e l'approvazione definitiva della Santa Sede il 28 novembre 1920.

## Attività e diffusione
Le suore si dedicano all'istruzione e all'educazione cristiana della gioventù e al servizio in case per ritiri spirituali, case di riposo e convitti per studentesse e lavoratrici.
Sono presenti in Angola, Cile, Perù, Porto Rico, Portogallo, Spagna e Venezuela; la sede generalizia è a Madrid.
Alla fine del 2008 la congregazione contava 331 religiose in 51 case.